# Contrasimnia formosana
Contrasimnia formosana is een slakkensoort uit de familie van de Ovulidae. De wetenschappelijke naam van de soort is voor het eerst geldig gepubliceerd in 1972 door Azuma.